# Bank of the West Classic 1994 - Doppio
Il doppio del torneo di tennis Bank of the West Classic 1994, facente parte del WTA Tour 1994, ha avuto come vincitrici Lindsay Davenport e Arantxa Sánchez che hanno battuto in finale Gigi Fernández e Martina Navrátilová con il punteggio di 7–5, 6–4.

## Teste di serie
1. Gigi Fernández /  Martina Navrátilová (finale)
2. Patty Fendick /  Meredith McGrath (semifinali)

1. Lindsay Davenport /  Arantxa Sánchez (campionesse)
2. Pam Shriver /  Elizabeth Smylie (quarti di finale)

## Tabellone

### Legenda
| - Q = Qualificato - WC = Wild card - LL = Lucky loser | - ALT = Alternate - SE = Special Exempt - PR = Protected Ranking | - w/o = Walkover - r = Ritirato - d = Squalificato |